# Ne khodite, devki, zamuzj
Ne khodite, devki, zamuzj (russisk: Не ходите, девки, замуж) er en sovjetisk spillefilm fra 1985 af Jevgenij Gerasimov.

## Medvirkende
- Vyatjeslav Nevinnyj as Ivan Saveljevitj Malkov
- Tatjana Dogileva som Valja
- Valerij Leontjev
- Natalja Vavilova
- Victor Pavlov som Victor Skorobejnikov